# Benjamin Eze
«Disenchanted» es una canción de la banda estadounidense de rock alternativo My Chemical Romance, incluida como la duodécima pista de su tercer álbum de estudio, The Black Parade (2006). La canción se caracteriza por un tono introspectivo y melódico, en contraste con otras composiciones más enérgicas del disco.
Originalmente titulada «Shut Up and Play», fue una de las primeras piezas compuestas para el álbum y experimentó una evolución significativa durante el proceso de producción. Su letra aborda temas como el desencanto, la pérdida y la reflexión personal, elementos recurrentes en la narrativa conceptual del álbum.
Según el vocalista Gerard Way, «Disenchanted» es una de las canciones más antiguas del proyecto y una de las menos disfrutadas por la banda al momento de interpretarla en directo.

## Recepción
Aunque no fue lanzada como sencillo, la canción ha sido valorada positivamente por la crítica por su carga emocional y su carácter de balada dentro del contexto del álbum. La revista Spin la citó como un ejemplo destacado de cómo la banda reinterpretó la estética de la power ballad para el público emo contemporáneo.

## Trayectoria
[actualizar]

## Palmarés
Mens Sana Siena
- 5 x Liga italiana (2007, 2008, 2009, 2010, 2013)
- 3 x Copa Italia (2009, 2010, 2013)
- 3 x Supercopa de Italia (2007, 2008, 2009)